# Altstädtisches Gymnasium Jonava
Das Altstädtische Gymnasium Jonava (lit. Jonavos Senamiesčio gimnazija) ist ein  Gymnasium in der litauischen Mittelstadt Jonava, gelegen im Stadtteil Altstadt Jonava.
Das Gymnasium bietet Unterricht in den Fremdsprachen Englisch, Deutsch und Russisch an.

## Geschichte

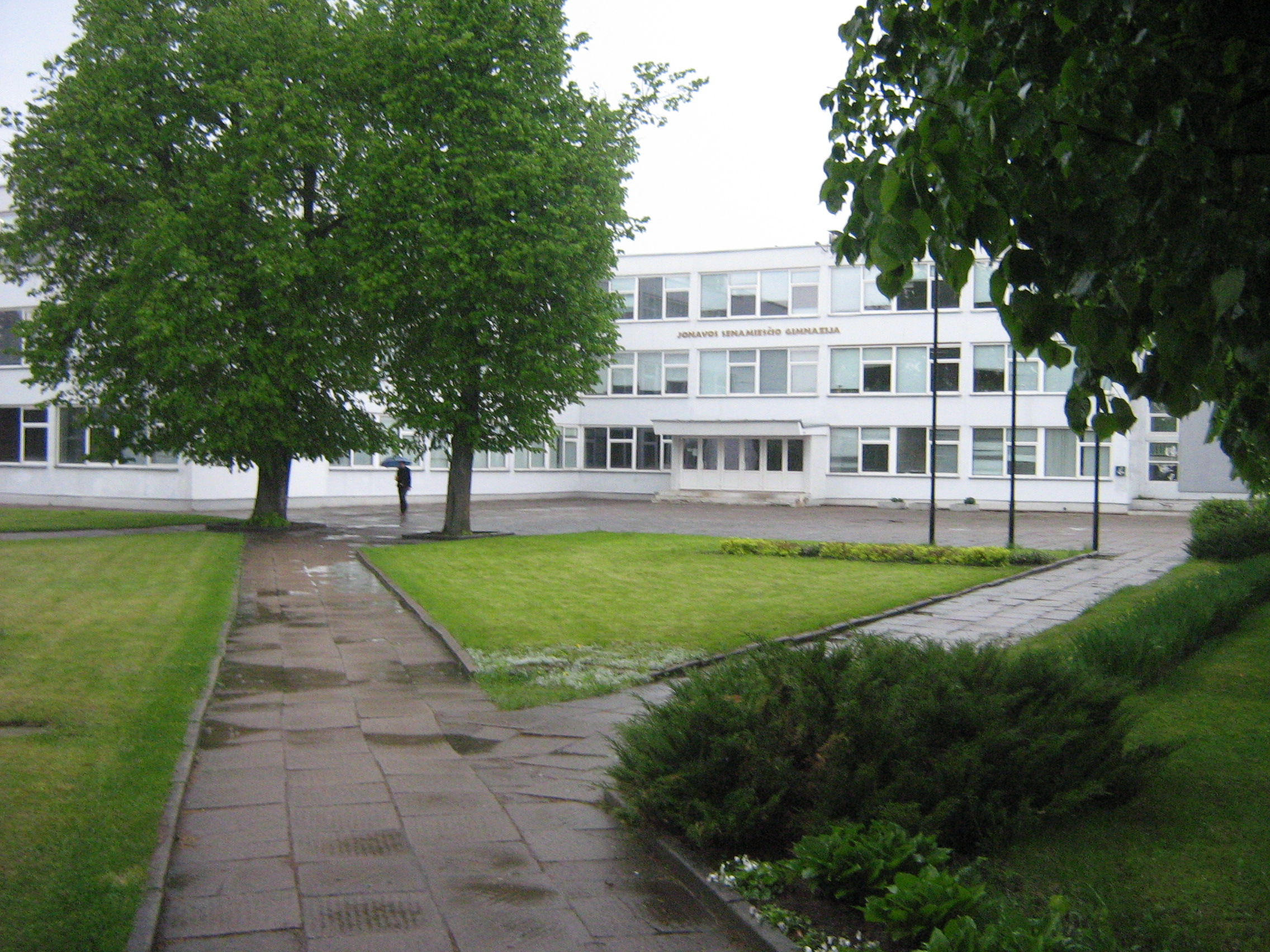
Weg

Am 15. September 1974 wurde in der damaligen Sowjetrepublik Litauen die 4. Sekundarschule Jonava gegründet. Schüler konnten nach 11 Klassen das Abitur erwerben, später nach 12 Klassen.
In den frühen 1960er Jahren entwickelte sich Jonava zur "Stadt der Chemiker", insbesondere durch die Gründung des Chemieunternehmens G/S Azotas. Aufgrund des Bedarfs an qualifizierten Fachkräften legte die Schule bereits in ihren Anfangsjahren einen Schwerpunkt auf die exakten Wissenschaften, insbesondere Mathematik und Chemie.
1994 wurden gymnasiale Klassen mit real- und geisteswissenschaftlicher Ausrichtung eingerichtet. Am 1. September 1995 erhielt die Schule den Namen Senamiesčio (dt. „Altstädtisch“). Im Juni 1998 legten die ersten Absolventen der gymnasialen Klassen ihre Prüfungen ab, fünf von ihnen mit Auszeichnung.
Am 11. Juni 1998 wurde der Schule der Status eines Gymnasiums verliehen. Sie wurde zu einem vierjährigen Gymnasium umstrukturiert, und die Klassen 1 bis 8 wurden an die neu gegründete Hauptschule Jonava übergeben. 1999 schlossen die ersten Gymnasiasten ihre Ausbildung ab.
Im Schuljahr 2011/2012 zählte das Gymnasium 223 Abiturienten, von denen 32 ihre Abschlussprüfungen mit Auszeichnung bestanden. 2016 wurde der Sportplatz der Schule umfassend renoviert und modernisiert.
Im Jahr 2020 beschäftigte die Schule insgesamt 70 Mitarbeiter.
Im Jahr 2022 erreichte das Altstädtische Gymnasium Jonava den 4. Platz unter den TOP 5 der litauischen Gymnasien im Bereich Chemieunterricht laut dem Bildungsmagazin Reitingai („Ratings“). Besonders hervorgehoben wurden die hervorragenden Ergebnisse der Abiturienten in den zentralen Chemie-Abiturprüfungen.

## Bronislovas-Lubys-Chemie-Wettbewerb
Seit 2015 organisiert das Gymnasium den nationalen Chemie-Wettbewerb für Schülerinnen und Schüler der Klassen 9 und 10 (1. und 2. gymnasiale Stufe) in ehrendem Gedenken an den Begründer der "Stadt der Chemiker", Dr. Ing. Bronislovas Lubys. Der Wettbewerb wird in Zusammenarbeit mit dem Litauischen Chemielehrerverband, dem Chemieunternehmen AB Achema, der Fakultät für Chemie der Technischen Universität Kaunas und der Verwaltung der Rajongemeinde Jonava durchgeführt. Bis 2018 war auch die inzwischen aufgelöste Bronislovas-Lubys-Stiftung ein Partner des Wettbewerbs. Im Jahr 2016 nahmen 84 Schülerinnen und Schüler daran teil.

## Schulnamen
- 1974-1995: Jonavos 4-oji vidurinė mokykla
- 1995-1998: Jonavos Senamiesčio vidurinė mokykla
- Seit 1998: Jonavos Senamiesčio gimnazija

## Absolventen
- 1978: Artūras Jagelavičius (* 1960), Technologie-Lehrer, ab 2004 Direktor der Raimundas-Samulevičius-Hauptschule Jonava[7]
- 1984: Laimutis Alechnavičius (* 1966),  Jurist, Richter am Obersten Verwaltungsgericht Litauens
- 1997: Jonas Kaminskas (* 1979), Manager, Direktor von UAB Agrochema
- 2003: Mindaugas Sinkevičius (* 1984), Politiker, Bürgermeister von Jonava und Wirtschaftsminister
- 2005: Vytenis Buzas (* 1986), Luftfahrtingenieur, Schöpfer des ersten litauischen Erdsatelliten LituanicaSAT-1, Leiter von Weltraummission